# أستاد (فاروج)
أستاد (بالفارسية: استاد) هي قرية تقع في خراسان شمالي في إيران. يقدر عدد سكانها بـ 398 نسمة بحسب إحصاء 2016.